# Live ’88
Live ’88 ist das zweite Livealbum der britischen Pop-/Rockband Supertramp. Es wurde während mehrerer Konzerte der 1988er-Tournee aufgenommen, der letzten Tour mit dem langjährigen Supertramp-Mitglied und Bassisten Dougie Thomson. Die Platte wurde ein Jahr nach dem letzten Supertramp-Studioalbum „Free as a Bird“ im Oktober 1988 veröffentlicht und verkaufte sich schleppend.

## Beschreibung
Das Album „Live '88“ resultiert aus der 1988er-Tournee, bei der Supertramp zum Beispiel in diesen Staaten auftrat: Belgien, Brasilien, Deutschland, Frankreich, Italien, Kanada, Niederlande und Spanien. Anders als Paris wurde es nicht nachträglich mit Overdubs versehen, sondern ist eine Kompilation von Stücken, die direkt auf einen 2-Spur-DAT-Rekorder aufgenommen wurden. Es ist auch das einzige A&M-Album von Supertramp, das nie wiederveröffentlicht wurde, und das einzige Album der Band, das auf der Compilation Retrospectacle nicht berücksichtigt wurde.
Von der klassischen Besetzung, die wie zuletzt beim Album „Free as a Bird“ als Quartett agierte, waren bei der Tournee neben dem Bandkopf Rick Davies (Klavier, Gesang), auch die langjährigen Bandmitglieder John Helliwell (Saxophone, Hintergrundgesang), Bob Siebenberg (Schlagzeug) und Dougie Thomson (Bassgitarre) dabei. Hinzu gesellte sich wie auch beim Album „Free as a Bird“ und der vorigen Brother Where You Bound-Tour als zweiter Sänger, Gitarrist und Keyboarder Mark Hart (seit 1993 Mitglied der Band Crowded House), der die vom Bandgründungs- und zudem langjährigen Bandmitglied Roger Hodgson geschriebenen und gesungenen Lieder, Hodgsons Passagen in Davies-Songs wie „Rudy“ und das nicht auf dem Livealbum befindliche, von ihm mitgeschriebene Where I Stand (1987) sang. Dies stößt – obgleich Hart ein guter Sänger ist – nach wie vor bei vielen Supertramp-Fans auf Unbehagen, da sie Hodgsons Falsett-Gesang vermissen. Zudem wurde die Band durch Brad Cole (Keyboards, Saxophone), Steve Reid (Perkussion) und Marty Walsh (Gitarre) ergänzt.
Während der Tournee präsentierte Supertramp zahlreiche ihrer Klassiker, die von Davies und Hodgson geschrieben wurden, und neuere Songs der Studioalben von 1985 und 1987. Dazu gehörten „Bloody Well Right“, „Crime Of The Century“, „You Started Laughing“, „From Now On“, „The Logical Song“, Breakfast in America und Just Another Nervous Wreck sowie die neueren Songs It's Alright, Not The Moment und Free as a Bird, aus dem Album Brother Where You Bound (1985), die sich alle in der CD-Version des Livealbums befinden. Zu hören waren bei den Shows auch ihre Klassiker School, Asylum, Rudy, Ain't Nobody but Me und Goodbye Stranger, die jedoch wie die 1985er-Songs Better Days und Cannonball sowie Where I Stand, I'm Beggin' You und An Awful Thing to Waste, aus dem Album Free as a Bird (1987), nicht in das Livealbum integriert wurden.
Die Band präsentierte aber erstmals in ihrer Karriere mit I'm Your Hoochie Cooche Man (Willie Dixon, 1957) und Don't You Lie to Me (Hudson Whittaker, 1944) auch zwei Lieder, die nicht aus ihrer Feder stammen und verewigte sie auf der Live-Platte (ersteres auf LP und CD, letzteres nur auf CD).
Einzig nennenswerte Chartplatzierung von „Live '88“ ist jene aus Deutschland, wo es bis auf Platz 50 der Album-Charts stieg.
Nach der 1988er-Tour pausierte die Band, um erst 1997 ihr nächstes Studioalbum, Some Things Never Change, zu veröffentlichen.

## Liedliste
Das Album „Live '88“ erschien als LP mit 10 und als CD mit 13 Liedern. Alle Songs, außer jenen mit entsprechender Anmerkung, wurden per Hauptstimme von Rick Davies gesungen. Ihre Autoren sind in „()“ genannt.
Langspielplatte (LP):
Die Lieder und Liedlängen der LP-Version („A&M 396 982-1“) des Albums, das 46:40 Minuten lang ist, sind wie folgt:
Seite 1: (Laufzeit 22:44)
1. You Started Laughing (nur Instrumentalintro) – 01:44 – (Davies)
2. It's Alright – 05:31 – (Davies)
3. Not The Moment – 04:41 – (Davies)
4. Breakfast In America – 02:52 – (Hodgson); Hauptstimme: Mark Hart
5. From Now On – 07:56 – (Davies)

Seite 2: (Laufzeit 23:56)
1. Oh Darling – 04:05 – (Davies)
2. Just Another Nervous Wreck – 04:34 (Davies)
3. The Logical Song – 04:06 – (Hodgson); Hauptstimme: Hart
4. I'm Your Hoochie Cooche Man – 04:30 – (Willie Dixon)
5. Crime Of The Century – 06:41 – (Davies)

Compact Disc Digital Audio (CD):
Die Lieder und Liedlängen der CD-Version („A&M 396 982-2“) des Albums, das 60:12 Minuten lang ist, sind wie folgt:
1. You Started Laughing (nur Instrumentalintro) – 01:45 – (Davies)
2. It's Alright – 05:31 – (Davies)
3. Not The Moment – 04:41 – (Davies)
4. Bloody Well Right – 06:21 – (Davies)
5. Breakfast In America – 02:53 – (Hodgson); Hauptstimme: Hart
6. From Now On – 07:59 – (Davies)
7. Free As A Bird – 04:41 – (Davies)
8. Oh Darling – 03:45 – (Davies)
9. Just Another Nervous Wreck – 04:34 – (Davies)
10. The Logical Song – 04:06 – (Hodgson); Hauptstimme: Hart
11. I'm Your Hoochie Coochie Man – 04:29 – (Willie Dixon)
12. Don't You Lie To Me – 02:46 – (Hudson Whittaker)
13. Crime Of The Century – 06:41 – (Davies)

## Besetzung
Die Band:
- Rick Davies – Klavier, Gesang
- John Helliwell – Saxophone, Hintergrundgesang
- Bob Siebenberg – Schlagzeug
- Dougie Thomson – Bassgitarre

Zusätzliches Personal:
- Brad Cole – Keyboards, Saxophone
- Mark Hart – Keyboards, Gitarren, Gesang (singt Roger Hodgsons Lieder)
- Steve Reid – Perkussion
- Marty Walsh – Gitarre

## Produktion
„Live '88“ wurde 1988 in den USA in diesem Tonstudio gemastert: Bernie Grundman Mastering in Hollywood (Los Angeles, Kalifornien).
- Produzenten: Rick Davies, Norman Hall
- Toningenieur: Norman Hall
- Toningenieur-Assistent: Adrian Fitzpatrick
- Mastering: Bernie Grundman, Chris Bellman
- Künstlerische Leitung und Cover-Gestaltung: Richard Frankel, Chuck Beeson
- Cover-Texte: Rick Davies (August 1988)
- Cover-Illustrationen: Ayse Ullay
- Cover-Photographien: Raul Vega, Richard Frankel
- Management: Sue Davies